# Кабицыно
Кабицыно — деревня в Боровском районе Калужской области России. Входит в состав сельского поселения Село Совхоз «Боровский». Находится в пригородной зоне Обнинска.

## География
Расположен в пределах Среднерусской возвышенности, в лесной местности, между городами Обнинск и Балабаново.
На 2020 год в деревне 45 улиц.
Высота центра селения над уровнем моря — 175 м.
Географическое положение
Деревня Кабицыно расположена на северо-востоке области, примыкая к городу Обнинск. От Балабаново в 5 км, до районного центра — 18 км.

## Население
| 2002 | 2010 | 2021  |
| ---- | ---- | ----- |
| 50   | ↗270 | ↗4193 |

## Инфраструктура
Ведется жилищная застройка (многоквартирные дома, индивидуальная жилищная застройка). Действует компания ЖКУ «Кабицыно». В микрорайоне «Молодёжный» сдан в эксплуатацию детсад № 23 «Чудо-Радуга».
Есть водоснабжение. В 2020 году проведена врезка нового водовода в Молодёжном микрорайоне.
Принята программа газификации Кабицыно на 2020—2028 годы. В 2020 году стартовала с Заводском микрорайоне

## Транспорт
Кабицино связано с городом Обнинском городской улицей Кабицынской. С городом Балабаново связано автодорогой общего пользования межмуниципального значения 29Н-060 Лапшинка—Кабицыно. При её реконструкции дорог в деревне сделали карманы для подъезда пассажирского транспорта, без павильонов ожидания. Планируется строительство современной четырёхполосной дороги Обнинск—Кабицно—Лапшинка.
Железная дорога Киевского направления Московской железной дороги проходит по восточной границе деревни, ближайшие станции Балабаново и Обнинское. С железнодорожным вокзалом в Балабаново деревня связана автобусным сообщением, время в пути примерно 20 минут.